# Spuitasbest
Spuitasbest is een isolatiemateriaal dat voornamelijk bestaat uit asbest waaraan zeer weinig bindmiddel is toegevoegd. Het toepassen van spuitasbest is in Nederland sinds 1978 verboden. Het werd door middel van spuiten aangebracht en werd veel als isolatiemateriaal gebruikt, onder andere voor het brandveilig maken van gebouwen en schepen. 
Spuitasbest bestaat vaak uit blauw asbest maar komt ook wel voor als bruin asbest. Door het weinige bindmiddel is het zeer kwetsbaar en bij beschadiging is er een grote kans op vezelemissie.
Het verwijderen van spuitasbest uit een object of een gebouw is een complexe en kostbare zaak en wordt alleen uitgevoerd door gespecialiseerde asbestverwijderingsbedrijven.